# Himin Solar Energy Group
Himin Solar Energy Group är en av världens största tillverkare av solenergiprodukter. Himin Solar Energy Group, som grundades 1995, är ett företag ägt av kineser och tillverkningen sker också i Kina. Företaget leds av entreprenören Huang Ming, som före 1994 arbetade inom oljeindustrin. I produktionsanläggningen i Dezhou, Kina arbetar omkring 7000 personer. I en företagsbroschyr talas om att företaget håller på att bygga världens största solenergibyggnad, med en total area på 45 000 kvadratmeter. Den skall vara klar till 2010, då en världskonferens om solenergi skall hållas där. Företagets vision är att området skall bli ett "Solar Silicon Valley", med både forskning och tillverkning. 